# 侯啟忠
侯啟忠（1476年—？年），字汝弼，四川敘州府長寧縣人，明朝政治人物。

## 生平
自幼好学，弘治五年（1492年）壬子科四川乡试中举人，弘治六年（1493年）聯捷癸丑科第三甲第一百二十六名進士。歷官戶部員外郎。升陕西参议。

## 著作
侯启忠善文，有《淯里文集》十二卷。

## 家族
曾祖侯璟；祖父侯旺，知縣；父侯舜臣，母李氏；繼母蔣氏。